# Schweizerische Gesellschaft für Theaterkultur
Die Schweizerische Gesellschaft für Theaterkultur (kurz SGTK) ist ein gemeinnütziger Verein mit dem Ziel der Würdigung, Dokumentation und Erforschung der Darstellenden Künste in der Schweiz sowie der Vernetzung zwischen Wissenschaftlern, Künstlern und Journalisten. Er setzt sich für alle Formen des Theaters in den unterschiedlichen Schweizer Landessprachen sowie für die Förderung der internationalen Vernetzung ein.

## Geschichte

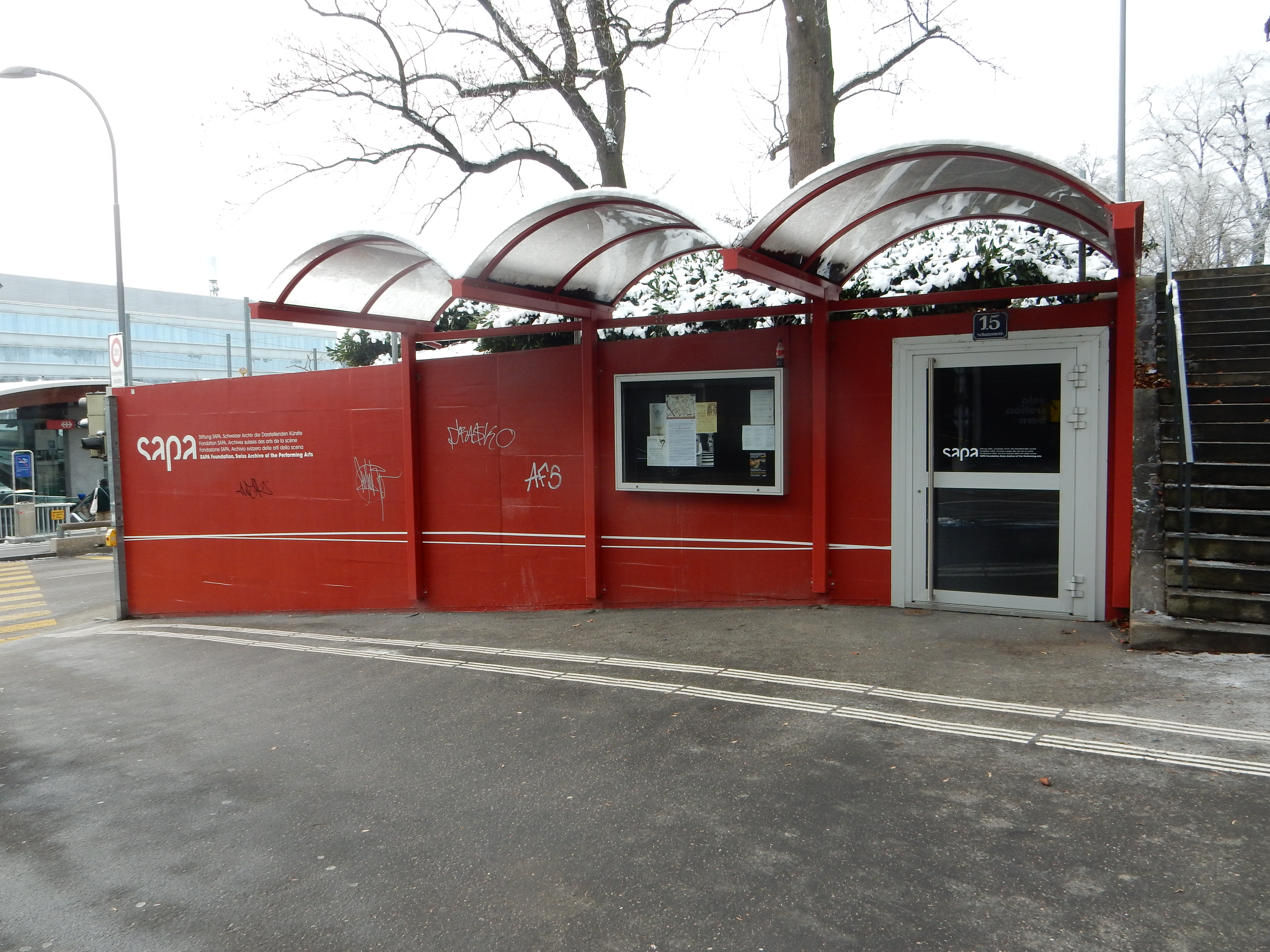
Schweizer Archiv der Darstellenden Künste in Bern, Nachfolgeinstitution der Schweizerischen Theatersammlung, Aufnahme Januar 2024

Die Schweizerische Gesellschaft für Theaterkultur wurde 1927 im Rahmen der Theaterausstellung in Luzern auf Initiative von Oskar Eberle und Theodor Wirz gegründet. Die Idee dafür kam von Josef Nadler, der 1927 zum Ehrenmitglied ernannt wurde. Zunächst trug sie den Namen «Gesellschaft für innerschweizerische Theaterkultur», bevor sie 1930 in «Gesellschaft für schweizerische Theaterkultur» umbenannt wurde. Seit 1947 wird sie unter dem heutigen Namen geführt und wird damit auch über den Titel dem Anspruch gerecht, die vielfältige Theaterkultur der mehrsprachigen Schweiz zu repräsentieren. Seit ihrer Gründung setzt sich die Schweizerische Gesellschaft für Theaterkultur für die Würdigung, Dokumentation, Erforschung und Vermittlung des schweizerischen Theaterschaffens ein. So legte sie bereits 1927 in ihren Statuten als Ziele die Schaffung einer Theaterbibliothek, einer Theatersammlung sowie eines Lehrstuhls für Theaterwissenschaft fest.
Einen Erfolg erreichte sie 1943 mit der Gründung der Schweizerischen Theatersammlung in Bern. 1992 folgte mit Andreas Kotte als Gründungsdirektor die Eröffnung des einzigen Instituts für Theaterwissenschaft in der Schweiz an der Universität Bern. Die Theatersammlung hatte die Zielsetzung, Materialien zur Erforschung der Geschichte des Schweizer Volks- und Berufstheaters sowie relevante nationale wie auch internationale Publikationen in einem Archiv zu sammeln und der Öffentlichkeit zugänglich zu machen. Zudem sollten Theaterprogramme, Pressestimmen, Inszenierungen sowie Bühnenmodelle gesammelt und in einem permanenten Theatermuseum ebenso wie auf Wanderausstellungen gezeigt werden. Die Schweizerische Gesellschaft für Theaterkultur ist Gründungsmitglied der 1955 in London gegründeten International Federation for Theatre Research (bis in die 2000er Jahre auch Fédération Internationale pour la Recherche Théâtrale). Seit 1963 ist die Schweizerische Gesellschaft für Theaterkultur Mitglied der Schweizerischen Akademie der Geistes- und Sozialwissenschaften.

### Präsidenten und Präsidentinnen
- Paola Gilardi, Yvonne Schmidt (seit 2018)
- Anne Fournier, Andreas Härter (2014–2018)
- Thomas Hunkeler, Anne Fournier (2010–2014)
- Hansueli W. Moser-Ehinger (2005–2010)
- Peter Arnold (2003–2005)
- Gian Gianotti (1995–2003)
- Béatrice Perregaux (1990–1995)
- Balz Engler (1986–1990)
- Christian Jauslin (1985–1986, ad interim)
- Walter Boris Fischer (1980–1985)
- Karl Gotthilf Kachler (1967–1980)
- Arnold H. Schwengeler (1960–1967)
- Rudolf Stamm (1957–1960)
- Georg Thürer (1955–1957)
- Hans Bänninger (1950–1955)
- Arnold H. Schwengeler (1945–1950)
- Fritz Weiss (1932–1945)
- August Schmid (1930–1932)
- Theodor Wirz (1927–1930)

## Hans-Reinhart-Ring
Im Jahr 1957 wurde der Hans-Reinhart-Ring von der Schweizerische Gesellschaft für Theaterkultur ins Leben gerufen, um hervorragende Verdienste im Bereich des Theaters in der Schweiz auszuzeichnen. Namensgeber und Stifter der Auszeichnung war der Dichter, Übersetzer und Mäzen Hans Reinhart. Die Anregung zur Stiftung eines Theaterpreises für die Schweiz regte Georg Thürer, der damalige Präsident der Schweizerischen Gesellschaft für Theaterkultur, an. Der Ring gilt als bedeutendste Auszeichnung des Landes im Bereich der Darstellenden Künste. Im Gegensatz zu dem bekannten Iffland-Ring wird der Hans-Reinhart-Ring nicht weitergegeben, sondern geht in den Besitz der Preisträger und Preisträgerinnen über. Der Entwurf des Ringes aus dem Jahre 1957 zeigt eine stilisierte Maske und stammt von Ursula Riederer und Karl Thoma. Seit 2014 wird der Hans-Reinhart-Ring zusammen mit dem vom Bundesamt für Kultur mit 100'000 Schweizer Franken dotierte Schweizer Grand Prix Theater / Hans-Reinhart-Ring verliehen. Um alle Sparten des Theaters auszeichnen zu können, wurde der Preis 2021 in Schweizer Grand Prix Darstellende Künste / Hans-Reinhart-Ring umbenannt. Neben der Vergabe des Hans-Reinhart-Rings würdigt die Schweizerische Gesellschaft für Theaterkultur die ausgezeichneten Künstler durch eine Publikation über ihr künstlerisches Werk in ihrer Reihe MIMOS – Schweizer Jahrbuch Darstellende Künste. Zunächst wurde der Hans-Reinhart-Ring von der Hans Reinhart Stiftung finanziert, bevor er von der Schweizerischen Gesellschaft für Theaterkultur selbst getragen und zwischen den Jahren 2001 und 2013 vom Bundesamt für Kultur unterstützt wurde.

### Liste der Preisträger und Preisträgerinnen des Schweizer Grand-Prix Darstellende Künste / Hans-Reinhart-Ring (ab 2014)
- Lilo Baur (2024)
- Cindy Van Acker (2023)
- Barbara Frey (2022)
- Martin Zimmermann (2021)
- Jossi Wieler (2020)
- Yan Duyvendak (2019)
- Theater Sgaramusch (2018)
- Ursina Lardi (2017)
- Theater HORA (2016)
- Stefan Kaegi (2015)
- Omar Porras (2014)

### Liste der Ringträger und Ringträgerinnen des Hans-Reinhart-Rings (1957–2013)
- Yvette Théraulaz (2013)
- Daniele Finzi Pasca (2012)
- Christoph Marthaler (2011)
- Volker Hesse (2010)
- Jean-Marc Stehlé (2009)
- Tom Ryser, Urs Wehrli, Nadja Sieger (2008)
- Giovanni Netzer (2007)
- Roger Jendly (2006)
- Dominique Catton (2005)
- Brigitta Luisa Merki (2004)
- Giséle Sallin, Veronique Mermoud (2003)
- Anna Huber (2002)
- Peter Schweiger (2001)
- Werner Strub (2000)
- Gerd Imbsweiler, Ruth Oswalt (1999)
- Werner Hutterli (1998)
- Luc Bondy (1997)
- Mathias Gnädinger (1996)
- Rolf Derrer (1995)
- Ketty Fusco (1994)
- Paul Roland (1993)
- Bruno Ganz (1991)
- Gardi Hutter (1990)
- François Rochaix (1989)
- Emil Steinberger (1988)
- Werner Düggelin (1987)
- Annemarie Blanc (1986)
- Benno Besson (1985)
- Ruedi Walter (1984)
- Reinhart Spörri (1983)
- Heinz Spoerli (1982)
- Ruodi Barth (1981)
- Philippe Mentha (1980)
- Peter Brogle (1979)
- Edith Mathis (1978)
- Max Röthlisberger (1977)
- Dimitri (1976)
- Charles Joris (1975)
- Annemarie Düringer (1974)
- Inge Borkh (1973)
- Carlo Castelli (1972)
- Rolf Liebermann (1971)
- Ellen Widmann (1970)
- Leopold Lindtberg (1969)
- Charles Apothéloz (1968)
- Lisa Della Casa (1967)
- Max Knapp (1966)
- Maria Becker (1965)
- Michel Simon (1964)
- Ernst Ginsberg (1963)
- Heinrich Gretler (1962)
- Marguerite Cavadaski (1961)
- Käthe Gold (1960)
- Traute Carlsen (1959)
- Leopold Biberti (1958)
- Margrit Winter (1957)

## Schriften (Auswahl)
- Paola Gilardi (Hauptherausgeberin), Cécile Dalla Torre, Anne Fournier (Hg.): Cindy Van Acker. Peter Lang Verlag, Berlin 2024, ISBN 978-3-0343-4954-3 (= Schweizer Jahrbuch Darstellende Künste 85-2023)
- Paola Gilardi (Hauptherausgeberin), Anne Fournier, Andreas Klaeui (Hg.): Barbara Frey. Peter Lang Verlag, Berlin 2022, ISBN 978-3-0343-4714-3 (= Schweizer Jahrbuch Darstellende Künste, 84-2022).
- Paola Gilardi (Hauptherausgeberin), Anne Fournier, Andreas Klaeui, Yvonne Schmidt (Hg.): Martin Zimmermann. Peter Lang Verlag, Berlin 2021, ISBN 978-3-0343-4603-0 (= Schweizer Jahrbuch Darstellende Künste, 83-2021).
- Paola Gilardi, Anne Fournier, Andreas Klaeui, Yvonne Schmidt (Hg.): Jossi Wieler. Peter Lang Verlag, Berlin 2020 ISBN 978-3-0343-4337-4 (= Schweizer Theater-Jahrbuch, 82-2020).
- Paola Gilardi, Delphine Abrecht, Anne Fournier, Andreas Klaeui (Hg): Cie Yan Duyvendak. Peter Lang Verlag, Berlin 2019, ISBN 978-3-0343-3965-0 (= Schweizer Theater-Jahrbuch, 81-2019).
- Paola Gilardi, Delphine Abrecht, Andreas Klaeui, Yvonne Schmidt (Hg.): Theater Sgaramusch. Peter Lang Verlag, Berlin 2018, ISBN 978-3-0343-3700-7 (= Schweizer Theater-Jahrbuch, 80-2018).
- Andreas Härter, Beate Hochholdinger-Reiterer, Anne Fournier (Hg.): Schweizer Theaterwelten. Peter Lang Verlag, Berlin 2018, ISBN 978-3-0343-3251-4 (= Schweizer Theater-Jahrbuch, Sonderband 2017).
- Paola Gilardi, Anne Fournier, Andreas Klaeui, Yvonne Schmidt (Hg.): Ursina Lardi. Peter Lang Verlag, Berlin 2017, ISBN 978-3-0343-3217-0 (= Schweizer Theater-Jahrbuch, 79-2017).
- Paola Gilardi, Anne Fournier, Andreas Härter, Beate Hochholdinger-Reiterer (Hg.): Theater HORA. Peter Lang Verlag, Berlin 2016, ISBN 978-3-0343-2715-2 (= Schweizer Theater-Jahrbuch, 78-2016).
- Paola Gilardi, Anne Fournier, Andreas Härter, Claudia Mäder (Hg.): Rimini Protokoll. Peter Lang Verlag, Berlin 2015, ISBN 978-3-0343-2069-6 (= Schweizer Theater-Jahrbuch, 77-2015).
- Joël Aguet, Anne Fournier, Paola Gilardi, Andreas Härter (Hg.): Omar Porras. Peter Lang Verlag, Berlin 2014, ISBN 978-3-0343-2719-0 (= Schweizer Theater-Jahrbuch, 76-2014).
- Joël Aguet, Anne Fournier, Sylvie Jeanneret, Jean-Marc Heuberger (Hg.): Yvette Théraulaz. Peter Lang Verlag, Berlin 2013, ISBN 978-3-0343-2718-3 (= Schweizer Theater-Jahrbuch, 75-2013).
- Anne Fournier, Paola Gilardi, Andreas Härter, Sylvie Jeanneret, Facundo Ponce de Léon (Hg.): Daniele Finzi Pasca. Peter Lang Verlag, Berlin 2012, ISBN 978-3-0343-2717-6 (= Schweizer Theater-Jahrbuch, 74-2012).
- Joël Aguet, Martina Albertini, Anne Fournier, Paola Gilardi, Andreas Härter, Sylvie Jeanneret, Christoph Kuhn (Hg.): Christoph Marthaler. Peter Lang Verlag, Berlin 2011, ISBN 978-3-0343-2716-9 (= Schweizer Theater-Jahrbuch, 73-2011).
- Thomas Blubacher: Oskar Wälterlin und sein Theater der Menschlichkeit. Henschel Verlag, Leipzig 2011, ISBN 978-3-89487-662-3 (= Schweizer Theater-Jahrbuch, 72-2011).
- Oskar Eberle (Hg.): Theaterschule und Theaterwissenschaft. Volksverlag, Elgg 1945 (= VX. Jahrbuch der Gesellschaft für schweizerische Theaterkultur).
- Oskar Eberle (Hg.): Erneuerung des schweizerischen Theaters. Theaterkultur-Verlag, Luzern 1934 (= 6. Jahrbuch der Gesellschaft für schweizerische Theaterkultur).
- Oskar Eberle (Hg.): Die Berufsbühnen in der Schweiz. Basel/Freiburg 1931/1932 (= 4. Jahrbuch der Gesellschaft für schweizerische Theaterkultur).
- Oskar Eberle (Hg.): Geistliche Spiele. Basel/Freiburg 1930/1931 (= III. Jahrbuch der Gesellschaft für schweizerische Theaterkultur).
- Oskar Eberle (Hg.): Schule und Theater. Basel/Freiburg 1929/1930 (= II. Jahrbuch der Gesellschaft für schweizerische Theaterkultur).
- Oskar Eberle (Hg.): Das vaterländische Theater. Basel/Freiburg 1928 (= I. Jahrbuch der Gesellschaft für innerschweizerische Theaterkultur).